# La Guerre civile aux États-Unis

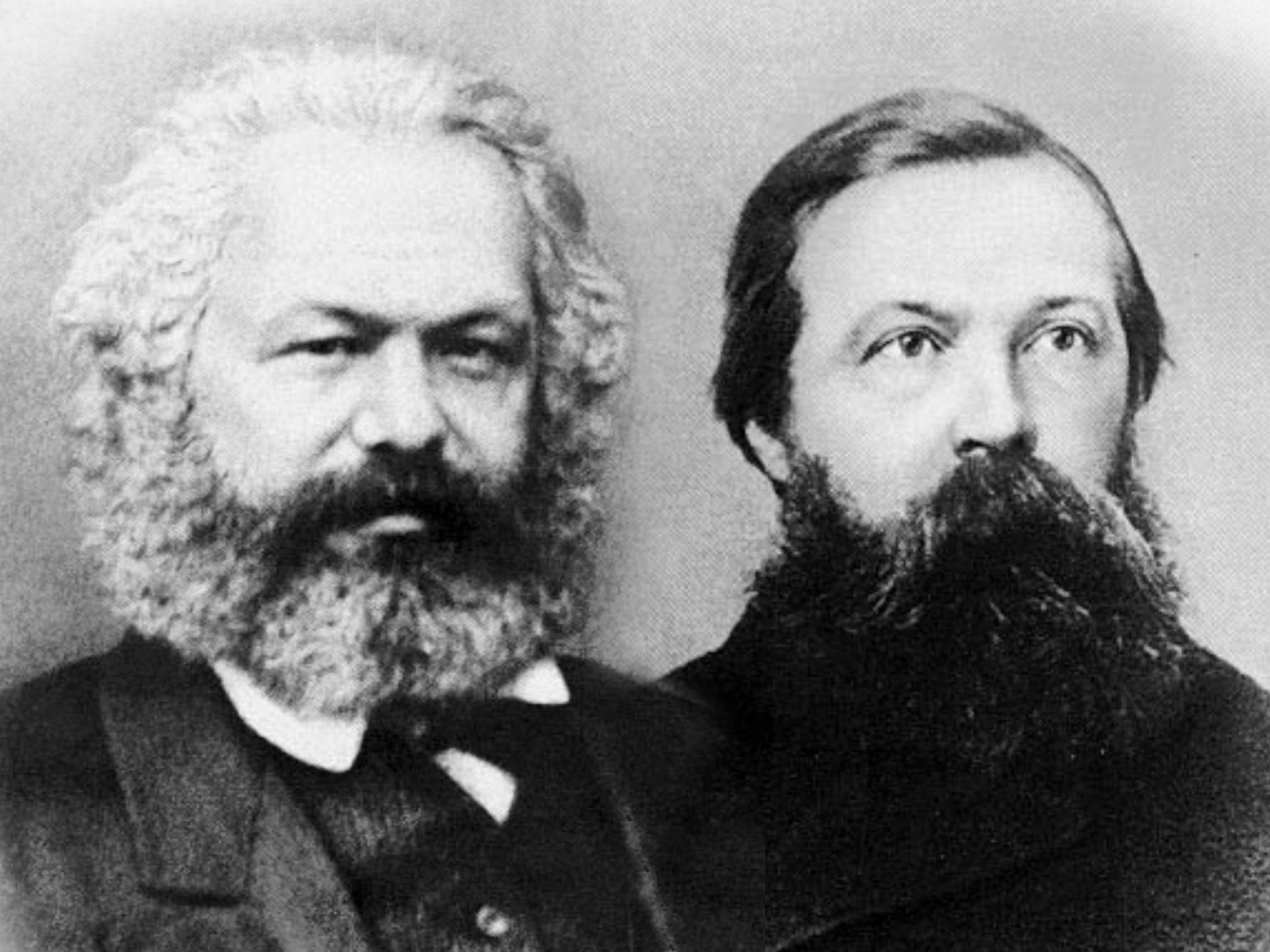
Portrait de Karl Marx et de Friedrich Engels.

La Guerre civile aux États-Unis est une collection d'articles, concernant la guerre de Sécession, de Karl Marx et de Friedrich Engels pour le New York Tribune et Die Presse de Vienne entre 1861 et 1862, publié comme livre en 1937, édité avec une introduction de Richard Enmale.